# السيح (الأحساء)
السيح هي هجرة تقع في محافظة الأحساء في المنطقة الشرقية في المملكة العربية السعودية.

## الموقع
تقع علي بعد 45 كيلومترًا جنوب محافظة الاحساء، تقع علي الطريق الدولي الذي يربط الأحساء - قطر والإمارات العربية المتحدة وسلطنة عمان.

## المرافق
يوجد في السيح مركز صحي يسمي مركز صحي السيح للصحة العامة، كما يوجد مسجد يسمي مسجد السيح، ويوجد أيضًا مركز السيح. لا يوجد في الهجرة مدرسة ثانوية، وأقرب مدرسة علي بعد 35 كيلو متر.